# Світозар Милетич
Світозар Милетич (серб. Светозар Милетић; 22 лютого 1826, Мошорин — 4 лютого 1901, Вршац) — австрійський сербський письменник-патріот, юрист і політичний діяч.
Закінчив юридичний факультет Будапештського університету. У 1848 році взяв участь у русі радикального крила сербської буржуазії у Воєводіні. В 1860 почав працювати в газеті «Српскі щоденник». З 1869 був довгим часом головою заснованої ним же Ліберальної партії в австрійській Сербії, з 1864 — депутатом Сербського церковно-народного собору, з 1865 — главою сербської опозиції в угорському і хорватському сеймі. Був відомий заснованою ним у Пешті у 1866 році політичною газетою сербів «Застава» (Прапор), перенесеною згодом у Новий Сад. Неодноразово піддавався арештам з боку австро-угорської влади, у 1880-х роках пішов із політики.